# Gimme More
„Gimme More” este un cântec înregistrat de interpreta americană Britney Spears pentru cel de-al cincilea ei album de studio, Blackout (2007). Piesa a fost lansată la 18 august 2007 sub egida casei de discuri Jive Records drept primul disc single extras de pe album. „Gimme More” a fost înregistrat în anul 2006, în timpul celei de-a doua sarcini a artistei, și a fost una dintre primele producții realizate exclusiv de către Danja. Melodia începe cu o introducere în care Spears rostește fraza „It's Britney, bitch”. Din punct de vedere muzical, „Gimme More” este un cântec dance-pop și electropop interpretat cu o voce șoptită. Piesa se termină cu o încheiere recitată de Danja.
Cântecul a primit laude din partea criticilor de specialitate și a fost un succes comercial, ocupând locul trei în ierarhia Billboard Hot 100 din Statele Unite, devenind astfel al doilea cel mai bine clasat disc single al artistei la vremea respectivă. În mod concomitent, acesta a ocupat prima poziție a clasamentului din Canada și a devenit un șlagăr de top cinci în alte paisprezece țări. Videoclipul muzical pentru melodie a avut premiera la 5 octombrie 2007 și o înfățișează pe Spears în rolul unei stripteuze, marcând o abatere de la videoclipurile anterioare ale artistei care includeau coregrafii complexe. Clipul a primit recenzii mixte spre negative din partea criticilor, aceștia blamând atât dansul la bară al solistei, cât și lipsa unui scenariu. O versiune alternativă a apărut în mod ilegal pe internet la 18 iulie 2011.
Spears a interpretat „Gimme More” la ediția din 2007 a premiilor MTV Video Music Awards, purtând un bikini negru, încrustat cu diamante. Interpretarea a primit critici aspre atât din partea publicului, cât și din partea criticilor de specialitate, aceștia comentând în mare măsură playback-ul artistei, coregrafia, precum și ținuta, unul considerând-o „una dintre cele mai groaznice spectacole care au avut loc vreodată la premiile MTV”. Chris Crocker a încărcat un videoclip în răspunsul criticilor, intitulat „Leave Britney Alone!”, care l-a transformat într-o celebritate pe internet și a atras atenția publicațiilor de mass-media. Spears a cântat, de asemenea, piesa „Gimme More” la turneul Femme Fatale (2011), precum și în spectacolul Britney: Piece of Me (2013). Melodia a fost interpretată în versiuni cover de numeroși artiști, printre care se numără Sia și Marié Digby.

## Informații generale
„Gimme More” a fost compus de Jim Beanz, Marcella „Ms. Lago” Araica, Nate „Danja” Hills și Keri Hilson, în timp ce producția a fost realizată de Danja. Spears a început să lucreze alături de Danja în luna iulie a anului 2006. El a explicat faptul că procesul creativ nu a fost unul dificil deoarece, potrivit lui, „am fost lăsat să fac aproape tot ce am vrut”, iar dacă lui Spears „îi plăcea, mergea mai departe. Dacă nu, puteai să vezi asta pe fața ei.” Hilson a compus melodia „Gimme More” având-o pe artistă în minte, după ce Danja i-a interpretat varianta instrumentală, spunând: „Pur și simplu am început să cânt «Give me, Give me», și am încercat să mai adaug câteva versuri. Chiar m-am distrat și mi-am făcut de cap [scriind această piesă]”. Spears a început să înregistreze alături de ei la Studio at the Palms în Las Vegas, în august 2006, în timp ce era însărcinată în șapte luni cu Jayden James, al doilea ei fiu. Înregistrările au continuat la reședința cântăreței din Los Angeles, California, la trei de săptămâni după ce a născut. Hilson a comentat că „A dat 150 la sută. [...] Nu știu altă mamă care ar fi făcut așa ceva.” În timpul unui interviu acordat companiei Napster, Danja a spus că a adăugat o încheiere alcătuită din vorbit și cântat pentru a-și „revendica proprietatea”, de vreme ce „Gimme More” a fost una dintre primele lui producții solo. „Este un pas mare pentru viitorul meu, deoarece oamenii cred că sunt [în această industrie] datorită lui Tim, și nu știu cu adevărat de ce sunt capabil”, a spus el. Cântecul a fost mixat de către Ms. Lago la studiourile Chalice Recording din Los Angeles. Acompaniamentul vocal a fost asigurat de Hilson și Beanz. „Gimme More” a fost lansat drept primul disc single extras de pe album și a avut premiera pe website-ului postului de radio Z100 din New York City.

## Structura muzicală și versurile
„Gimme More” este un cântec încadrat în genurile muzicale dance-pop și electropop. Acesta conține un ritm dance moderat și este compus în tonalitatea Fa♯ minor, cu 113 de bătăi pe minut, iar vocea lui Spears variază de la nota Fa♯3 la Do6. Linia melodică încorporează „sunete electronice joase”, instrumentalul fiind descris de Bill Lamb de la About.com drept „într-un stil disco”. Nick Levine de la website-ul Digital Spy a comparat interpretarea vocală a lui Spears cu cea din single-ul „I'm a Slave 4 U” (2001). Lamb a descris-o ca fiind „provocatoare ... susținută de gemete și o respirație grea în fundal”, reminiscentă cu piesa „Love to Love You Baby” (1975) a Donnei Summer. Sal Cinquemani de la revista Slant Magazine a opinat că single-ul aduce aminte de cântecul „Boys (Summertime Love)” (1987) al artistei Sabrina Salerno.
„Gimme More” este construit în forma comună vers-refren. Cântecul începe cu o introducere în care Spears rostește fraza „It's Britney, bitch”. Refrenul este constituit din repetiția versului „Gimme gimme”, acompaniat la final de cuvântul „More” rostit de o voce modificată constant. Melodia se termină cu o încheiere interpretată de Danja, acesta spunând: „Bet you didn't see this one coming / The Incredible Lago, the legendary Ms. Britney Spears / and the unstoppable Danja” (ro.: „Pariez că nu te așteptai la așa ceva / Incredibilul Lago, legendara doamnă Spears, și invincibilul Danja”).

## Recepția criticilor

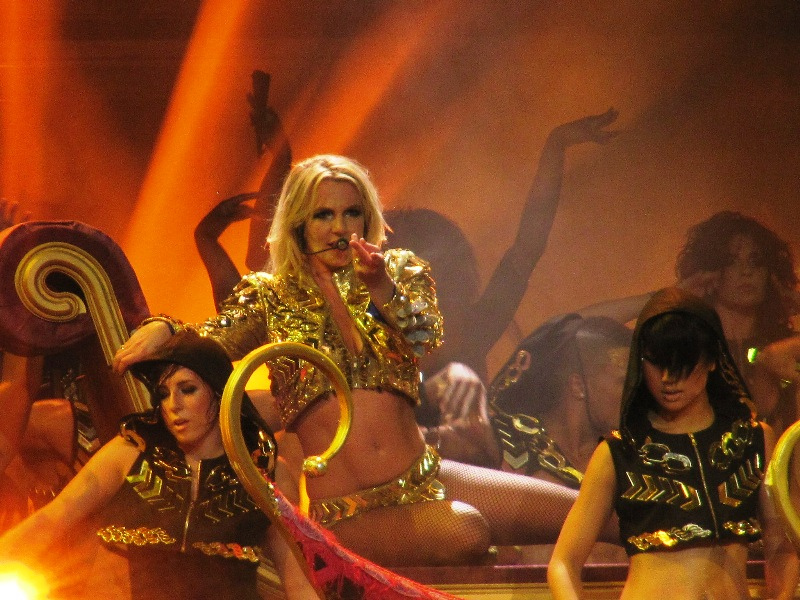
Spears cântând single-ul „Gimme More” în turneul Femme Fatale, în anul 2011.

Cântecul a primit, în general, laude din partea criticilor de specialitate. Dennis Lim de la revista Blender a considerat că este una dintre cele mai bune piese de pe album, numind-o „un dans la bară hipnotic și pop”. Alexis Petridis de la ziarul The Guardian a descris melodia drept „futuristică și palpitantă”. Nick Levine de la Digital Spy a spus că „într-un fel sau altul, din tot acel haos personal, o măreție pop a apărut. [Danja] amestecă beat-uri ascuțite ca un tac și o linie de bas delicios de provocator pentru a crea un șlagăr agitat potrivit ringului de dans diabolic de sexy”. În timpul unei recenzii pentru compilația The Singles Collection, Evan Sawdey de la revista PopMatters a numit „Gimme More” „cel mai un cântec dance al ei de la «Toxic»”. Kelefa Sanneh de la ziarul The New York Times a opinat că melodia stabilește atmosfera generală transmisă de albumul Blackout, adăugând că „beat-urile electronice și liniile de bas sunt pe atât de groase pe cât de subțire este vocea doamnei Spears ... ea nu transmite altceva decât avansuri alunecoase și invitații evidente către decadența din cluburile de noapte”. Publicația New Musical Express a comparat vocea lui Spears cu „strigătul de ajutor al unei persoane dependente de sex”. Stephen Thomas Erlewine de la AllMusic a spus că unele cântece de pe Blackout „prezintă cu adevărat o dovadă a competențelor producătorilor”, exemplificând „Gimme More”, „Radar”, „Break the Ice”, „Heaven on Earth” și „Hot as Ice”.
Bill Lamb de la website-ul About.com i-a acordat piesei trei stele și jumătate, comentând: „Se pare că stilul lasciv și provocator a lui Spears de a cânta, pe care l-am auzit pentru prima oară acum opt ani pe «...Baby One More Time», este încă intact, iar anunțul «It's Britney, bitch» care deschide melodia implică o cantitate semnificativă de rămășițe de foc. Doar începutul impulsionează calificativul piesei cu o jumătate de stea”. Roger Friedman de la canalul Fox News a considerat că versul este „arogant și distractiv”. Eric R. Danton de la ziarul The Hartford Courant a scris: „Comedia începe instantaneu, atunci când ea joacă rolul prietenului tău beat care te sună la trei dimineața, înjurând «It's Britney, bitch»”. Mike Schiller de la revista PopMatters a fost de părere că versul introductiv este „cu adevărat valoros...destul de comic”, adăugând că „silabele «more» inserate în refren doar contribuie la senzația că acesta este, din punct de vedere genetic, un fel de hit pentru ringul de dans”. Website-ul Popjustice a numit „Gimme More” al zecelea cel mai bun cântec al anului 2007. Ziarul The StarPhoenix l-a listat drept a doua cea mai captivantă piesă a anului.

## Performanța în clasamentele muzicale
Nu m-a deranjat decât nouă luni mai târziu. Mă gândeam «Îmi doresc să fi dat lovitura cu interpretarea [de la VMA] pentru că aceea l-ar fi putut arunca în aer cu adevărat.» Era încă în top cinci [în Billboard] Hot 100 ... A avut cu siguranță o anume greutate asupra mea. La un moment dat anul trecut, m-am simțit ceva la modul «Omule, am făcut toată această muncă, și nu a dat roade așa cum ar trebui.» Am fost deprimat pentru o scurtă perioadă. ... Ai putea să dai totul în muzica ta, însă o decizie administrativă strică totul. ... Fiecare producător, textier sau aranjator de pe acel album au făcut ce trebuie. Casa de discuri a făcut ceea ce trebuie. Pur și simplu a fost ceva necontrolabil din partea ei. 
La 22 septembrie 2007, „Gimme More” a debutat pe locul optzeci și cinci în clasamentul Billboard Hot 100. În aceeași săptămână, a urcat pe prima poziție a ierarhiei Billboard Hot Digital Songs, înregistrând vânzări de 179.000 de exemplare digitale. Melodia a devenit cel de-al cincilea șlagăr de top zece a lui Spears în Hot 100, precum și single-ul cu cea mai bună poziție de la „...Baby One More Time” (1999). La 13 februarie 2008, piesa a fost premiată cu discul de platină de către Recording Industry Association of America (RIAA), denotând cele peste 1.000.000 de exemplare vândute. Pe 15 decembrie 2007, cântecul a ajuns pe locul unu în clasamentul Billboard Hot Dance Club Songs. Până în martie 2015, „Gimme More” s-a vândut în 1.810.000 exemplare digitale în Statele Unite. A fost al șaptelea cel mai bine vândut single în mediul digital al anului în regiunea respectivă. În Canada, melodia a debutat pe locul cincizeci și trei la 22 septembrie 2007. La 13 octombrie 2007, aceasta s-a clasat în fruntea topului, marcând un salt de patruzeci și unu de poziții, de pe locul patruzeci și doi, fiind melodia cu cea mai bună performanță a săptămânii. Cântecul a primit două discuri de platină din partea Canadian Recording Industry Association (CRIA) pentru depășirea pragului de 160.000 de copii vândute.
În Australia, single-ul a debutat pe locul trei în clasamentul Australian Singles Chart la 15 octombrie 2007 și a primit discul de aur din partea Australian Recording Industry Association (ARIA) pentru expedierea a 35.000 de unități. În Noua Zeelandă, „Gimme More” a debutat pe locul douăzeci și patru la 1 octombrie 2007, urcând în săptămâna următoare către locul cincisprezece. Cântecul a înregistrat succes în Europa, poziționându-se pe locul doi în ierarhia European Hot 100 Singles. În Regatul Unit, piesa a debutat pe poziția sa maximă, locul trei, la 21 octombrie 2007. Potrivit datelor furnizate de The Official Charts Company, single-ul s-a vândut în 210.000 de exemplare în această regiune. În România, „Gimme More” a debutat pe locul nouăzeci și cinci în clasamentul Romanian Top 100 la 22 octombrie 2007. Cântecul a început să ascensioneze treptat, ajungând pe poziția sa maximă, locul douăzeci și patru, la 26 noiembrie 2007. Single-ul a acumulat un total de paisprezece săptămâni de prezență în ierarhie. Melodia a obținut poziții de top cinci în Belgia, Cehia, Danemarca, Irlanda, Norvegia și Suedia, și s-a clasat, de asemenea, în top zece în Austria și Finlanda.

## Videoclipul muzical

### Informații generale
Videoclipul muzical al cântecului „Gimme More” a fost filmat la 19 iulie 2007 într-un depozit din centrul orașului Los Angeles, California. Scene suplimentare au fost filmate mai târziu, la 7 august 2007, în aceeași locație. Regia a fost realizată de Jake Sarfaty, care a fost special selectat de către Spears. Conform revistei People, producția a fost „concepția și viziunea” lui Spears. Cu toate acestea, potrivit lui Mikal Sky, makeup artistul clipului, cântăreața „a sabotat regizorul prin refuzul ferm de a interpreta și de a urmări scenariul” din motive necunoscute. În timpul filmărilor, Spears a purtat o rochie neagră și scurtă, o pereche de cizme negre, și o pălărie neagră. La 13 septembrie 2007, ziarul The New York Times a raportat faptul că videoclipul „a fost optimizat prin contribuții aduse de consultanți”, de vreme ce „picanta tematică de striptease ... ar putea să îi zdruncine pe fanii care sunt mai obișnuiți cu videoclipurile ce includ coregrafii ermetice și îndemânatice care au făcut-o [pe Spears] figura nelipsită a MTV”. Clipul a avut premiera în mod exclusiv pe iTunes Store la 5 octombrie 2007, la emisiunea TRL pe 8 octombrie 2007, și la emisiunea 106 & Park difuzată de canalul BET la 13 noiembrie 2007.

### Sinopsis și recepție
Videoclipul începe cu un cadru ce o prezintă pe Spears blondă, stând și râzând într-un bar alături de două prietene, însă oprindu-se pentru a privi asupra unei Spears cu păr brunet, ce o cheamă pe o scenă mică din fața lor. Artista poartă o vestă de piele, o curea încrustată cu diamante, o pereche de pantaloni scurți și ciorapi cu găuri, și are, de asemenea, tatuaje pe bicepși. Aceasta dansează în mod erotic în jurul unei bare, în fața unei oglinzi. Pe parcursul clipului, solista continuă să danseze și să își vânture părul, pe măsură ce lumini cu efecte speciale clipesc în jurul ei, iar camera se mișcă ușor înainte și înapoi, pe ritmul piesei. Sistemul de lumini din videoclip se schimbă de la alb și negru cu nuanțe și aură de albastru și roz, la culori aprinse. Spre mijlocul clipului, Spears este acompaniată de două alter ego-uri ale prietenelor ei, dansând, de asemenea, în jurul barei. Spears cea blondă și prietenele ei, în timp ce urmăresc dansul, atrag atenția ulterior asupra unui bărbat atrăgător care stă alături de prietenii lui la o masă situată pe partea cealaltă a barului.
Videoclipul muzical a primit recenzii mixte spre negative din partea criticilor de specialitate. Michael Slezak de la revista Entertainment Weekly a spus: „Morala poveștii este, dacă vrei să construiești un întreg videoclip în jurul unei bare de dans, atunci ai face bine să te pregătești pentru asta ca pentru o slujbă de la nouă la cinci. Mișcă-te ca arsă. ... Din nefericire, în cazul lui «Gimme More», am văzut dansuri la bară mai sexy într-o după-amiază la pescuit”. Andrei Harmsworth de la ziarul Metro a opinat: „Pe meritul ei, clipul este mai puțin dezamăgitor decât interpretarea mimată de la Video Music Awards de luna trecută, însă este în continuare mânjit cu aceleași marcaje de obscenitate”. Revista Dose a fost de părere că videoclipul „este mai puțin groaznic decât credeți”, adăugând că „Spears apare lucidă, uneori fericită, iar montajul demn de premii o face să pară că stă în picioare pe tot parcursul”. Sal Cinquemani de la Slant Magazine a spus că efectele luminilor și corpul artistei care a fost modificat digital „indică o predispunere la menținerea unei imagini care nu mai reflectă realitatea. Asta nu indică un artist ce refuză să evolueze, ci mai degrabă unul care nu știe cum să o facă—sau nu îi este permis”. Sketch Longwood, redactor al website-ului IGN, l-a numit unul dintre cele mai atrăgătoare videoclipuri ale lui Spears, adăugând că ea „dovedește a fi destul de îndemânatică în arta de a te furișa provocator.” În timpul unei recenzii pentru versiunea alternativă a clipului în iulie 2011, Becky Bain de la Idolator a afirmat că „Ultimele videoclipuri ale lui Spears — îndeosebi veselul și caraghiosul clip pentru «I Wanna Go» — sunt mai mult decât compensații pentru batjocura din videoclipul pentru «Gimme More» ... Conceptul de stripteuză a fost o alegere proastă, aproape-ținutele au fost nepotrivite și prost croite, acea «coregrafie» a fost o glumă, iar montajul a fost de mântuială.”
O versiune alternativă a videoclipului a apărut în mod ilegal pe internet la 18 iulie 2011, și include scene noi care o înfățișează pe Spears mergând pe o stradă purtând o ținută neagră, și stând întinsă pe un pat cu imprimeu de zebră. Scenele cu artista purtând o perucă blondă sunt eliminate. Becky Bain de la Idolator a spus că „Nici părțile scoase și nici părțile adăugate nu adaugă sau scad nimic din întreaga experiență. Acest videoclip a fost destul de blestemat, indiferent de modul în care a fost editat.”

## Interpretări live

### MTV Video Music Awards
Dând startul spectacolului de duminică seară cu noul ei single, «Gimme More», Spears a arătat confuză și nepregătită - foarte asemănător cu fotografiile de tabloid de pe străzile Los Angeles-ului. Ea s-a plimbat alene printre mișcările de dans executate cu lipsă de entuziasm. Se pare că a uitat și întreaga artă a playback-ului; și, poate cel mai de neiertat lucru având în vedere condiția ei fizică de odinioară care era de invidiat, este faptul că a arătat rușinos de ieșită din formă. Chiar și publicul împânzit de celebrități a părut dezorientat. 50 Cent a privit-o pe Spears cu o expresie confuză; Diddy, noul ei prieten bun, a fost inexpresiv. Ce mai revenire. 
După câteva zile de speculații în mass-media, s-a confirmat la 6 septembrie 2007 faptul că Spears va deschide ediția din 2007 a galei de premii MTV Video Music Awards organizată la teatrul Pearl în Palms Casino Resort din Las Vegas, Nevada, la 9 septembrie 2007. S-a anunțat, de asemenea, că artista va cânta piesa „Gimme More” în acompaniamentul unui număr de magie al iluzionistului Criss Angel, în anumite părți ale interpretării. Cu toate acestea, publicațiile mass-media au presupus faptul că această colaborare ar fi fost respinsă în ultimul moment de către organizatorii spectacolului. Producătorul executiv al galei de premii, Jesse Ignjatovic, a contactat-o pe Spears cu dorința ca spectacolul să înceapă „într-un mod mare și dramatic”, fiind, de asemenea, încrezătoare că solista va da tonul pentru restul serii. Ea a spus, de asemenea, că artista s-a declarat încântată să fie abordată de MTV pentru interpretare. La 7 septembrie 2007, Spears a început repetițiile la Teatrul Pearl. Un videoclip exclusiv de la repetiții a fost postat pe MTV.com în ziua următoare. Interpretarea a început cu un cadru filmat de aproape cu capul lui Spears, și a continuat cu artista făcând playback peste primele versuri ale cântecului „Trouble”, lansat de Elvis Presley în anul 1958: „If you're lookin' for trouble, you came to the right place / If you're lookin' for trouble, look right in my face” (ro.: „Dacă-ți cauți beleaua / Ai venit la locul potrivit / Dacă-ți cauți beleaua / e chiar în fața ta”). Single-ul „Gimme More” a început, iar camera a dezvăluit-o pe artistă purtând un bikini negru, încrustat cu diamante, și o pereche de cizme negre. Spears a fost însoțită de dansatori atât bărbați, cât și femei, îmbrăcați în costume negre. Mai multe dansatoare la bară au dansat pe scene mai mici răspândite prin public. Videoclipurile difuzate în fundal afișează imagini cu candelabre plutind în aer și siluetele unor femei, fiind comparate de Gil Kaufman de la MTV cu secvența din seriile de film James Bond în care acesta este văzut prin țeava unui pistol. La sfârșitul interpretării, Spears zâmbește și mulțumește publicului, înainte de a părăsi scena.
Interpretarea solistei a primit critici aspre atât din partea publicului, cât și din partea criticilor de specialitate. Jeff Leeds de la ziarul The New York Times a spus că „nimeni nu s-ar fi așteptat la fiasco-ul de duminică seară, în care apatica doamnă Spears s-a legănat pe scenă imitând mișcări de dans, și ocazional a șoptit câteva cuvinte, într-o încercare slabă și palidă de a cânta playback noul ei single”. Vinay Menon de la ziarul Toronto Star a comentat faptul că Spears „a părut complet amețită și fără speranță. Avea aceeași expresie pe care ar fi avut-o un om care a fost recent adus în Palms Casino Resort de o tornadă, una care s-a terminat brusc, luându-i hainele și discernământul [...] [Ea a mers] greoi, cu încetinitorul, ca și cum cineva i-ar fi turnat ciment în acele cizme de prostituată”. David Wills de la postul de televiziune BBC a afirmat faptul că interpretarea „va fi intra în cărțile de istorie drept una dintre cele mai groaznice spectacole care au avut loc vreodată la premiile MTV”. A doua zi după spectacol, blogger-ul american Chris Crocker a postat un videoclip pe YouTube, intitulat „Leave Britney alone!” (ro.: „Lăsați-o pe Britney în pace!”), în care acesta a plâns și a apărat interpretarea lui Spears, explicând faptul că nu își dorește ca solista să fie scăpată de sub control precum Anna Nicole Smith, care a murit în luna februarie a anului 2007. În primele douăzeci și patru de ore de la postare, videoclipul a acumulat două milioane de vizualizări. „Leave Britney alone!” l-a transformat pe Crocker într-o celebritate pe internet, fiind ulterior invitat la emisiuni televizate precum The View și The Tonight Show with Jay Leno. De asemenea, clipul a fost ironizat de numeroși utilizatori YouTube, cea mai cunoscută parodie fiind cea realizată de actorul Seth Green. Un redactor de la rețea a spus că „videoclipul melodramatic de două minute l-a făcut pe Crocker un superstar instant al YouTube-ului”, numindu-l unul dintre cele mai importante clipuri ale anului 2007. Revista Wired l-a numit cel mai bun videoclip din 2007.

### Alte interpretări

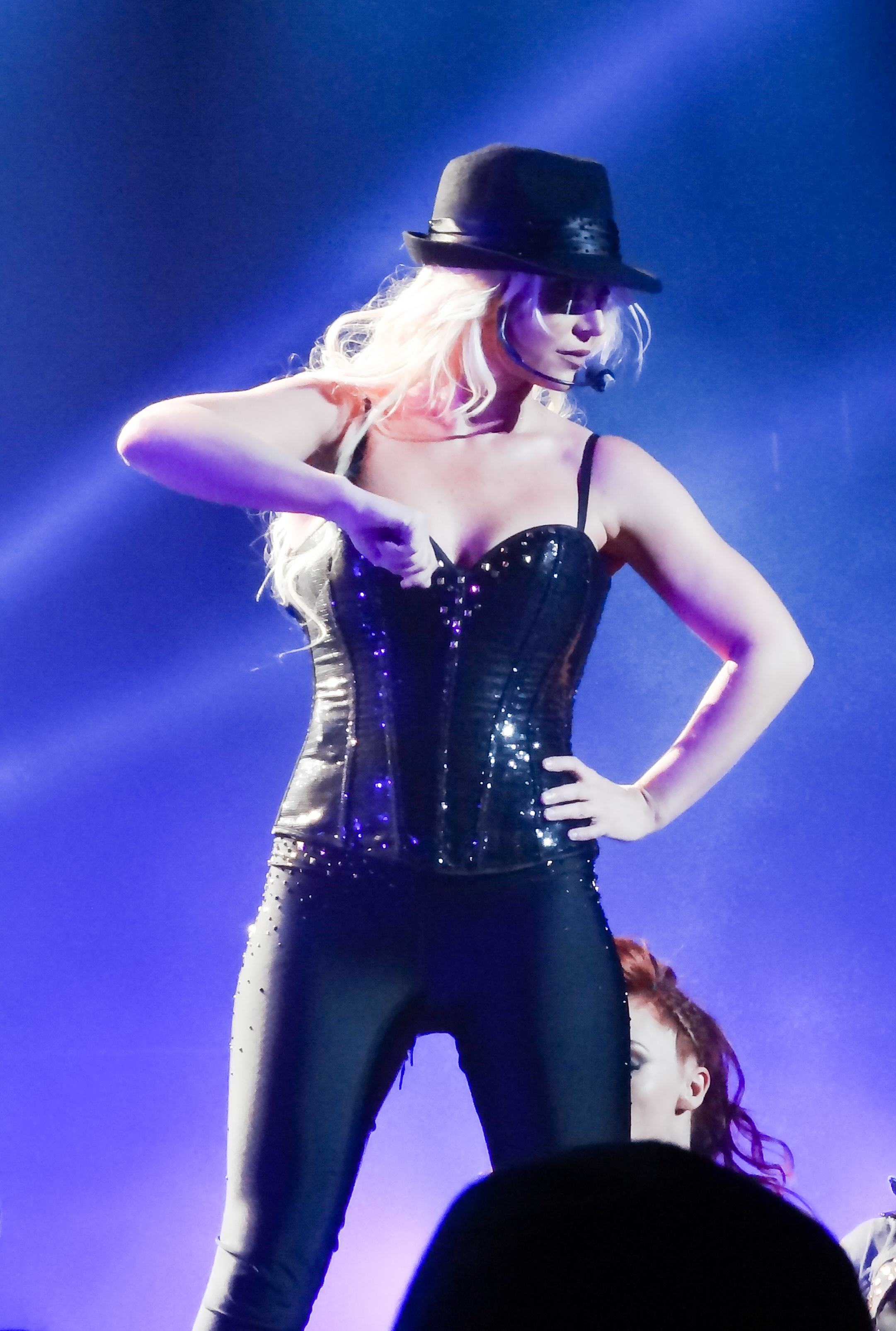
Spears cântând „Gimme More” într-un concert din cadrul spectacolului rezidențial Britney: Piece of Me.

În turneul lui Spears din anul 2009, The Circus Starring Britney Spears, versiunea „LAZRtag Remix” a cântecului „Gimme More” a fost utilizată în antractul între primul și al doilea act, inspirat de artele marțiale. La 25 martie 2011, Spears a cântat în cadrul unui spectacol special la clubul de noapte Rain din Las Vegas. Lista melodiilor a constat în piese de pe cel de-al șaptelea album de studio al artistei, Femme Fatale, fiind incluse cântecele „Hold It Against Me”, „Big Fat Bass” și „Till the World Ends”. În timpul interpretării lui „Big Fat Bass”, Spears a purtat un costum mulat realizat din latex, iar elemente din single-urile „3”, „Gimme More” și „I'm a Slave 4 U” au fost incluse. La 27 martie 2011, „Big Fat Bass” a fost, de asemenea, interpretat la spectacolul organizat la aula Bill Graham Civic și difuzat la emisiunea Good Morning America pe 29 martie 2011. În aceeași zi, solista a cântat setul la emisiunea Jimmy Kimmel Live!.
„Gimme More” a fost adăugat în lista de cântece pentru turneul Femme Fatale din 2011. După finalizarea piesei „If U Seek Amy”, un antract video în care un hărțuitor vorbește despre femeile fatale din istorie marchează începutul celei de-a treia secvențe. Spears se întoarce pe scenă purtând un bikini auriu, făcându-și intrarea într-o barcă a căror părți sunt transportate de către dansatorii îmbrăcați în costume egiptene. Matt Kivel de la revista Variety a spus: „mulțimea a reacționat nebunește la tot: strigând refrenul lui «I'm a Slave 4 U», pulsând de-a lungul zvâcnirilor din «Gimme More», și luând-o razna cu adevărat pentru scurta interpretare de două versuri a lui «...Baby One More Time».” Craig S. Semon de la ziarul Telegram & Gazette a numit momentul drept cel mai extravagant moment al concertului, adăugând: „Ea a interpretat banalul refren care îți amorțește creierul ... în timp ce dansatorii (arătând ca niște figuranți din «Poarta stelară») au defilat împrejur purtând veșminte egiptene în strălucirea scânteilor pirotehnice.” Spears a cântat, de asemenea, „Gimme More” în spectacolul rezidențial Britney: Piece of Me organizat în Las Vegas între anii 2013 și 2017.

## Versiuni cover și preluări
„Gimme More” a fost interpretat în versiuni cover atât de către artiști, cât și de către amatori. La sfârșitul anului 2007, cântăreața-textieră americană Marié Digby a postat variante acustice ale cântecelor „Gimme More” și „Umbrella” pe contul ei de YouTube. Ambele au devenit hit-uri virale, „Gimme More” acumulând peste 300.000 de vizualizări în doar două săptămâni. La scurt timp după, Digby a devenit a opta persoană cu cel mai mare număr de abonați pe YouTube. Solista a glumit pe seama situației, spunând: „Aș fi putut să fac un karaoke video pentru [«Gimme More»], însă bara mea de dans a fost scoasă din sufragerie acum câteva zile, și nu ar mai fi fost la fel”. În același an, cântăreața pop australiană Sia a lansat o versiune acustică a melodiei. Trupa suedeză de muzică metal, Machinae Supremacy, au inclus o variantă cover pe cel de-al treilea lor album de studio, Overworld, lansat la 13 februarie 2008. Matthieu De Ronde de la revista Archaic Magazine a comentat: „[este] una dintre cele mai neașteptate versiuni cover din toate timpurile, ... acestei piese i-a fost oferită o transformare puțin comică, dar destul de plăcută, cine a spus că muzica metal nu poate fi distractivă?”. Christopher Dallman, un cântăreț și textier american, a cântat melodia în numeroase concerte ale sale din 2007. Doi ani mai târziu, acesta i-a prezentat propria lui versiune producătoarei Rachel Alina, iar ea l-a determinat să lanseze un extended play cu variante cover ale cântecelor lui Spears. EP-ul intitulat Sad Britney a fost lansat la 9 noiembrie 2009 și include cover-uri ale single-urilor „Gimme More”, „Radar”, „Toxic” și „...Baby One More Time”. A devenit prima înregistrare a lui Dallman care să apară într-un clasament iTunes. De asemenea, solistul a lansat un videoclip muzical pentru „Gimme More”, însă acesta a fost criticat de fanii lui Spears, considerând că Dallman se amuză pe seama ei. El a explicat: „Au fost câteva persoane care au înțeles greșit ceea ce am făcut, gândindu-se că, într-un fel sau altul, am râs de ea, ceea ce nu este adevărat. Britney are un loc special în inima mea”.
Mostre din „Gimme More” au fost preluate și utilizate în diverse cântece, printre care și „Give Me a Beat” (2008) de la Girl Talk, și „Devil in a Light Pink Dress” (2009) de la Charles Hamilton. În episodul „Michael Scott Paper Company” din serialul de televiziune The Office, personajul Michael Scott își conduce decapotabila ascultând single-ul lui Lady Gaga, „Just Dance” (2008). Când acesta oprește mașina, el privește în cameră și rostește „It's Britney, bitch”, confundând-o pe Gaga cu Spears. Într-un episod din serialul Kath & Kim, personajul Brett Craig strigă expresia înainte de a porni o bătaie într-un bar. Într-un episod din 2008 din emisiunea The Ellen DeGeneres Show, Ellen DeGeneres realizează o scenetă în care ea și Spears cântă colide de Crăciun într-un cartier. La un moment dat, DeGeneres rostește sloganul în timp ce bate la o ușă. „It's Britney, bitch” a fost inclus drept videoclip de fundal în interpretarea single-ului „Human Nature” (1995) în turneul Madonnei, Sticky & Sweet (2008-2009). În clip, Spears este blocată într-un lift și încearcă să evadeze. La finalul interpretării, ușile se deschid și o prezintă pe Spears rostind fraza. La 6 noiembrie 2008, în cadrul spectacolului organizat la stadionul Dodger din Los Angeles, Spears i se alătură Madonnei pe scenă la mijlocul interpretării. În anul 2012, serialul Glee au inclus o versiune cover a piesei „Gimme More” pentru un episod în omagiu pentru Britney Spears. Intitulat „Britney 2.0”, episodul o surprinde pe actrița Heather Morris cântând „Gimme More” și parodiind în mod exagerat interpretarea de la premiile MTV Video Music Awards. Single-ul „Scream & Shout” lansat de will.i.am în colaborare cu Spears însăși conține o preluare a frazei „Britney, bitch!”. De asemenea, rapper-ul american Jay-Z a utilizat expresia în „BBC”, o melodie de pe cel de-al doisprezecelea lui album de studio, Magna Carta Holy Grail (2013).

## Ordinea pieselor pe disc și formate
| - CD single 1. „Gimme More” (Versiunea de pe album) — 4:11 2. „Gimme More” (Kaskade Remix) — 3:21 - CD single distribuit în Australia 1. „Gimme More” (Main) — 4:11 2. „Gimme More” (Instrumental) — 4:09 - CD maxi single 1. „Gimme More” (Versiunea de pe album) — 4:11 2. „Gimme More” (Kaskade Club Mix) — 6:08 3. „Gimme More” (Junkie XL Extended Mix) — 5:54 4. „Gimme More” (Seiji Dub) — 5:03 5. „Gimme More” (StoneBridge Club Mix) — 7:24 6. „Gimme More” (Video Enhancement) — 4:02 | - Descărcare digitală – Versiuni remix 1. „Gimme More” (Paul Oakenfold Radio Mix) — 3:40 2. „Gimme More” (Kaskade Radio Mix) — 3:20 3. „Gimme More” (Eli Escobar & Doug Grayson Remix) [featuring Amanda Blank] — 3:49 4. „Gimme More” (Paul van Dyk Club Mix) [Radio Edit] — 3:42 5. „Gimme More” (Junior Vasquez & Johnny Vicious Club Remix) [Radio Edit] — 4:34 - Descărcare digitală – Sticky Remix (Club Mix) 1. „Gimme More” (Sticky Remix) [Club Mix] — 5:54 - Descărcare digitală – „Kimme More” Remix 1. „Gimme More” („Kimme More” Remix) [featuring Lil' Kim] — 4:12 - Descărcare digitală – Digital 45 1. „Gimme More” — 4:11 2. „Gimme More” (Paul Oakenfold Mix) — 6:06 |

## Acreditări și personal
- Voce principală, acompaniament vocal – Britney Spears
- Producător – Nate „Danja” Hills
- Producător voce – Jim Beanz
- Mixaj și programare suplimentară – Marcella „Ms. Lago” Araica
- Acompaniament vocal – Keri Hilson, Jim Beanz, Danja
- Montaj adițional – Ron Taylor

## Prezența în clasamente
| Țară (clasament 2007–2008)                     | Poziția maximă | Referință |
| ---------------------------------------------- | -------------- | --------- |
| Australia (ARIA)                               | 3              | [ 82 ]    |
| Austria (Ö3 Austria)                           | 8              | [ 83 ]    |
| Belgia (Ultratop 50 Flandra)                   | 5              | [ 84 ]    |
| Belgia (Ultratop 50 Valonia)                   | 4              | [ 85 ]    |
| Brazilia (ABPD)                                | 2              | [ 86 ]    |
| Canada (Canadian Hot 100)                      | 1              | [ 87 ]    |
| Cehia (Rádio Top 100)                          | 19             | [ 88 ]    |
| Danemarca (Tracklist)                          | 2              | [ 89 ]    |
| Elveția (Swiss Hitparade)                      | 4              | [ 90 ]    |
| Europa (European Hot 100 Singles)              | 2              | [ 24 ]    |
| Finlanda (Suomen virallinen lista)             | 6              | [ 91 ]    |
| Franța (SNEP)                                  | 5              | [ 92 ]    |
| Germania (Official German Charts)              | 7              | [ 93 ]    |
| Irlanda (IRMA)                                 | 2              | [ 94 ]    |
| Italia (FIMI)                                  | 2              | [ 95 ]    |
| Noua Zeelandă (RMNZ)                           | 15             | [ 96 ]    |
| Norvegia (VG-lista)                            | 3              | [ 97 ]    |
| Olanda (Dutch Top 40)                          | 32             | [ 98 ]    |
| Olanda (Single Top 100)                        | 35             | [ 99 ]    |
| Regatul Unit (UK Singles Chart)                | 3              | [ 100 ]   |
| România (Romanian Top 100)                     | 24             | [ 36 ]    |
| Scoția (OCC)                                   | 4              | [ 101 ]   |
| Slovacia (IFPI Airplay)                        | 19             | [ 102 ]   |
| Suedia (Sverigetopplistan)                     | 2              | [ 103 ]   |
| Statele Unite ale Americii (Billboard Hot 100) | 3              | [ 104 ]   |
| Statele Unite ale Americii (Dance Club Songs)  | 1              | [ 105 ]   |
| Statele Unite ale Americii (Mainstream Top 40) | 17             | [ 106 ]   |
| Statele Unite ale Americii (Rhytmic)           | 36             | [ 107 ]   |
| Statele Unite ale Americii (Digital Songs)     | 1              | [ 108 ]   |
| Ucraina (FDR Charts)                           | 4              | [ 109 ]   |
| Ungaria (Mahasz)                               | 17             | [ 110 ]   |

| Țară (clasament 2007)           | Poziția maximă | Referință |
| ------------------------------- | -------------- | --------- |
| Australia (ARIA)                | 46             | [ 111 ]   |
| Belgia (Ultratop 50 Flandra)    | 72             | [ 112 ]   |
| Belgia (Ultratop 50 Valonia)    | 64             | [ 113 ]   |
| Elveția (Swiss Hitparade)       | 61             | [ 114 ]   |
| Franța (SNEP)                   | 87             | [ 115 ]   |
| Italia (Hit Parade Italia)      | 27             | [ 116 ]   |
| Liban (NRJ)                     | 19             | [ 117 ]   |
| Regatul Unit (UK Singles Chart) | 52             | [ 118 ]   |
| Suedia (Sverigetopplistan)      | 41             | [ 119 ]   |

## Vânzări și certificări
| \| Țara \| Vânzări/ puncte \| Certificare \| Referințe \| \| --------------------------------- \| --------------- \| ----------- \| --------- \| \| Australia (ARIA) \| +35.000 \| \| [120] \| \| Canada (Music Canada) \| +20.000 \| \| [121] \| \| Danemarca (IFPI Danemarca) \| +15.000 \| \| [122] \| \| Regatul Unit (BPI) \| +200.000 \| \| [123] \| \| Statele Unite ale Americii (RIAA) \| +1.840.000 \| \| [124][25] \| \| Mastertone \| \| \| \| \| Canada (Music Canada) \| +80.000 \| \| [125] \| | Note - reprezintă „disc de argint”; - reprezintă „disc de aur”; - reprezintă „disc de platină”; - reprezintă „dublu disc de platină”. |             |                |
| Țara | Vânzări/ puncte | Certificare | Referințe      |
| Australia (ARIA) | +35.000 |             | [ 120 ]        |
| Canada (Music Canada) | +20.000 |             | [ 121 ]        |
| Danemarca (IFPI Danemarca) | +15.000 |             | [ 122 ]        |
| Regatul Unit (BPI) | +200.000 |             | [ 123 ]        |
| Statele Unite ale Americii (RIAA) | +1.840.000 |             | [ 124 ] [ 25 ] |
| Mastertone | |             |                |
| Canada (Music Canada) | +80.000 |             | [ 125 ]        |

## Datele lansărilor
| Țară                       | Dată               | Format                               | Casă de discuri |
| -------------------------- | ------------------ | ------------------------------------ | --------------- |
| Statele Unite ale Americii | 20 septembrie 2007 | Difuzare radio cu format CHR/Top 40  | Jive · RCA      |
| Statele Unite ale Americii | 20 septembrie 2007 | Difuzare radio cu format Rhythmic    | Jive · RCA      |
| Uniunea Europeană          | 18 august 2007     | CD                                   | Jive · RCA      |
| Luxemburg                  | 25 septembrie 2007 | Descărcare digitală                  | Sony            |
| Regatul Unit               | 15 octombrie 2007  | Descărcare digitală                  | Sony            |
| Regatul Unit               | 23 octombrie 2007  | Descărcare digitală (2-piese)        | Sony            |
| Regatul Unit               | 23 octombrie 2007  | CD single                            | Sony            |
| Austria                    | 27 octombrie 2007  | Descărcare digitală (EP)             | Sony            |
| Germania                   | 29 octombrie 2007  | CD single                            | Sony            |
| Germania                   | 29 octombrie 2007  | Descărcare digitală (2-piese)        | Sony            |
| Germania                   | 29 octombrie 2007  | Maxi single                          | Sony            |
| Irlanda                    | 29 octombrie 2007  | Descărcare digitală (2-piese)        | Sony            |
| Finlanda                   | 29 octombrie 2007  | Descărcare digitală (2-piese)        | Sony            |
| Spania                     | 29 octombrie 2007  | Descărcare digitală (2-piese)        | Sony            |
| Suedia                     | 3 noiembrie 2007   | Descărcare digitală (2-piese)        | Sony            |
| Norvegia                   | 16 noiembrie 2007  | Descărcare digitală (Versiuni remix) | Sony            |
| Statele Unite ale Americii | 16 noiembrie 2007  | Descărcare digitală (Versiuni remix) | Jive            |
| Noua Zeelandă              | 20 noiembrie 2007  | Descărcare digitală (Versiuni remix) | Sony            |
| Finlanda                   | 5 decembrie 2007   | Descărcare digitală (Versiuni remix) | Sony            |

## Legături externe
- Britney Spears - Gimme More pe YouTube
- Versurile complete ale acestei piese pe MetroLyrics